# Malá Bystřice
Malá Bystřice (deutsch Klein Bistritz, Bezirk Wallachisch Meseritsch) ist eine Gemeinde in Tschechien. Sie liegt neun Kilometer südwestlich von Rožnov pod Radhoštěm in der mährischen Walachei und gehört zum Okres Vsetín.

## Geographie
Malá Bystřice ist eine aus zahlreichen in den Bergen verteilten Gehöftgruppen und Einzelhöfen bestehende Streusiedlung im Wsetiner Bergland. Sie befindet sich linksseitig der Bystřička und im Tal ihres Zuflusses Malá Bystřička. Nordwestlich liegt der Stausee Bystřička, vor dem sich der 678 m hohe Klenov erhebt. Im Südosten liegen der Prostřední vrch (744 m) und der Cab (841 m).
Nachbarorte sind Velká Lhota und Vidče im Norden, Valašská Bystřice im Nordosten, Růžďka im Westen sowie Bystřička im Nordwesten.

## Geschichte
Die in einem Seitental der Bystřice befindliche Burg Vreuntspergk wurde erstmals 1308 urkundlich erwähnt, als Vok von Kravař die Burg zusammen mit dem oppidum Setteinz vom Meister des Templerordens Ekko für 30 Jahre pachtete. Zuvor hatte Ekko im Jahre 1298 verschiedene nicht näher beschriebene Güter in der Gegend von Protiv von Doubravice als Geschenk erhalten. Bereits im 14. Jahrhundert erlosch die Burg wieder.
In der Mitte des 16. Jahrhunderts begann die Besiedlung der zur Herrschaft Rosenau gehörigen Wälder entlang der Bystřice. Dabei entstanden keine dörflichen Strukturen, sondern die für die mährische Walachei typischen Einzelschläge (Paseken) mit Einödhöfen. Um 1620 wurden diese Paseken erstmals als Bystřice bezeichnet und ab 1629 wurden sie in Velká Bystřice und Bystřiček (Malá Bystřice) unterschieden.
Nach der Ablösung der Patrimonialherrschaften gehörte die Siedlung ab 1849 zum politischen und Gerichtsbezirk Wallachisch Meseritsch. Als 1867 der Bau einer eigenen Schule geplant wurde, kam es zum Streit, da die Einwohnerschaft von Malá Bystřice jeweils zur Hälfte aus Katholiken und Protestanten bestand, die ihre Kinder nicht in ein und dieselbe Schule schicken wollten. Auf Anordnung der mährischen Landesverwaltung wurden im darauf folgenden Jahr zwei Schulhäuser errichtet. In Na Santově entstand die katholische und in V Okluce die evangelische Schule. 1870 gab es Verhandlungen über die Einrichtung einer weiteren Schule. 1874 wurde schließlich die Schule in Na Santově zur offiziellen Schule erklärt und die andere 1883 geschlossen. Im Jahre 1900 hatte der Ort 769 Einwohner.
Seit 1960 gehört Malá Bystřice zum Okres Vsetín. 1971 erfolgte die Schließung der Schule und die Kinder wurden nach Valašská Bystřice eingeschult. Das katholische Pfarramt ist in Valašské Bystřice, die evangelische Pfarrkirche in Velká Lhota.

## Gemeindegliederung
Für die Gemeinde Malá Bystřice sind keine Ortsteile ausgewiesen.

## Sehenswürdigkeiten
- gezimmerter Glockenturm in Na Santově
- Denkmal für zwei sowjetische Funker der Partisanenbrigade Jan Žižka in Na Santově
- Stausee Bystřička
- Platz Zámčisko mit Resten der Wallanlagen der Burg Freundsberg aus dem 13./14. Jahrhundert, nordwestlich von Malá Bystřice in einem Seitental der Bystřice am Klenov
- Svantovítova skála, Naturdenkmal, nordwestlich von Malá Bystřice